# Introducing Lee Morgan
Introducing Lee Morgan è un album di Lee Morgan, pubblicato dalla Savoy Records nel febbraio del 1957. I brani furono registrati al Van Gelder Studio di Hackensack, New Jersey (Stati Uniti) nelle date indicate nella lista tracce.

## Tracce
Lato A
1. Hank's Shout – 7:00 (Hank Mobley) – Registrato il 5 novembre 1956
2. Nostalgia – 8:47 (Fats Navarro) – Registrato il 7 novembre 1956

Lato B
1. Bet – 7:50 (Doug Watkins) – Registrato il 5 novembre 1956
2. Softly as in a Morning Sunrise – 2:29 (Oscar Hammerstein II, Sigmund Romberg) – Registrato il 5 novembre 1956
3. P.S. I Love You – 4:22 (Gordon Jenkins, Johnny Mercer) – Registrato il 5 novembre 1956
4. Easy Living – 2:49 (Leo Robin, Ralph Rainger) – Registrato il 5 novembre 1956
5. That's All – 2:44 (Alan Brandt, Bob Haymes) – Registrato il 5 novembre 1956

LP dal titoloLee Morgan / Hank Mobley - A1, pubblicato dalla Savoy Jazz Records (WL70532) nel 1985
Lato A
1. Hank's Shout – 6:58 (Hank Mobley)
2. Bet – 7:51 (Doug Watkins)
3. A-1 – 5:45 (Hank Mobley)

Lato B
1. Nostalgia – 8:49 (Fats Navarro)
2. Medley – 12:30 (a) O. Hammerstein II, S. Romberg b) G. Jenkins, J. Mercer c) L. Robin, R. Rainger d) A. Brandt, B. Haymes)

## Musicisti
- Lee Morgan - tromba
- Hank Mobley - sassofono tenore
- Hank Jones - pianoforte
- Doug Watkins - contrabbasso
- Art Taylor - batteria